# Litchfield (Maine)
Litchfield – miasto w Stanach Zjednoczonych, w stanie Maine, w hrabstwie Kennebec.